# Ordre de Bataille Wojska Polskiego 1 września 1939

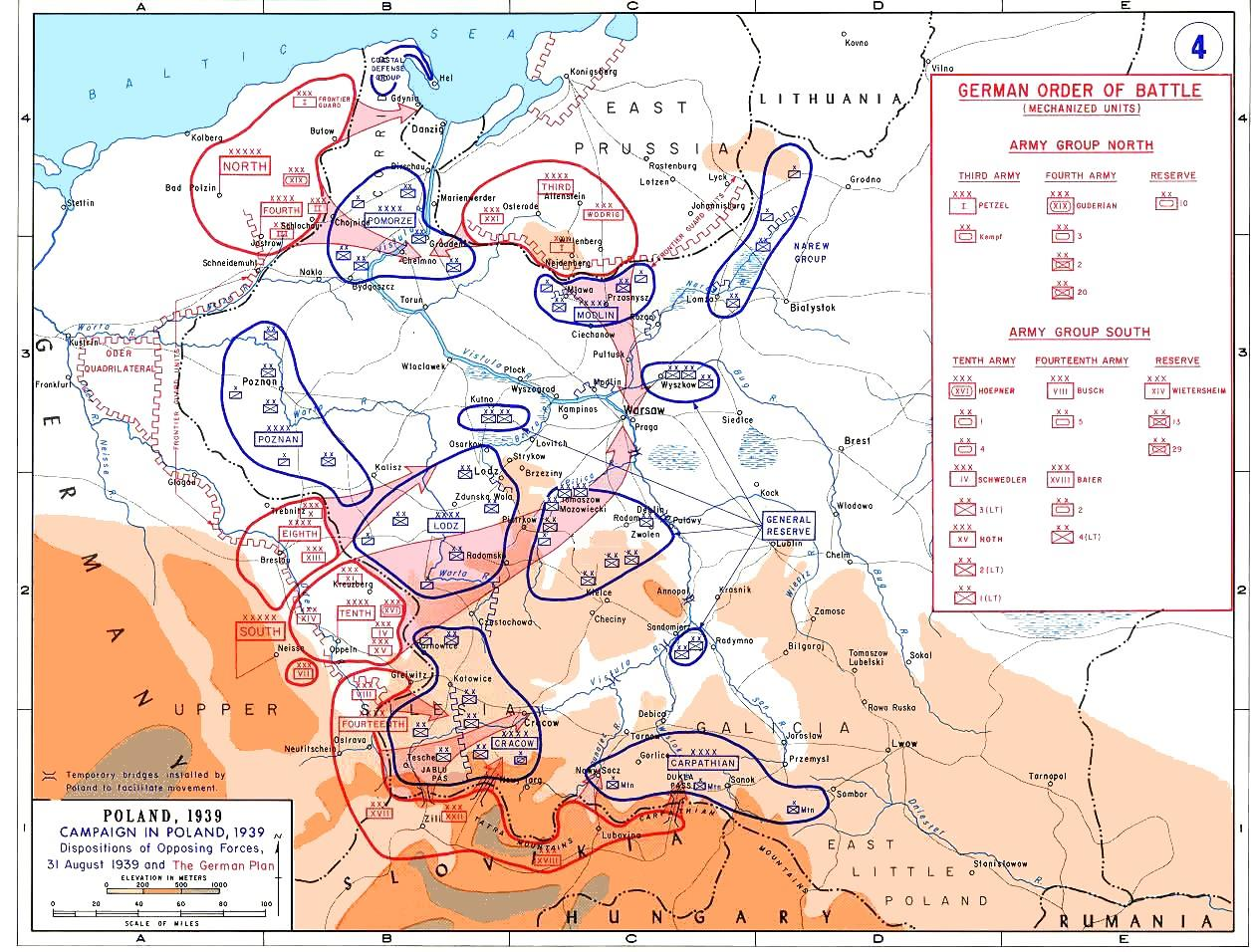
Rozmieszczenie wojsk polskich i niemieckich 31 sierpnia 1939

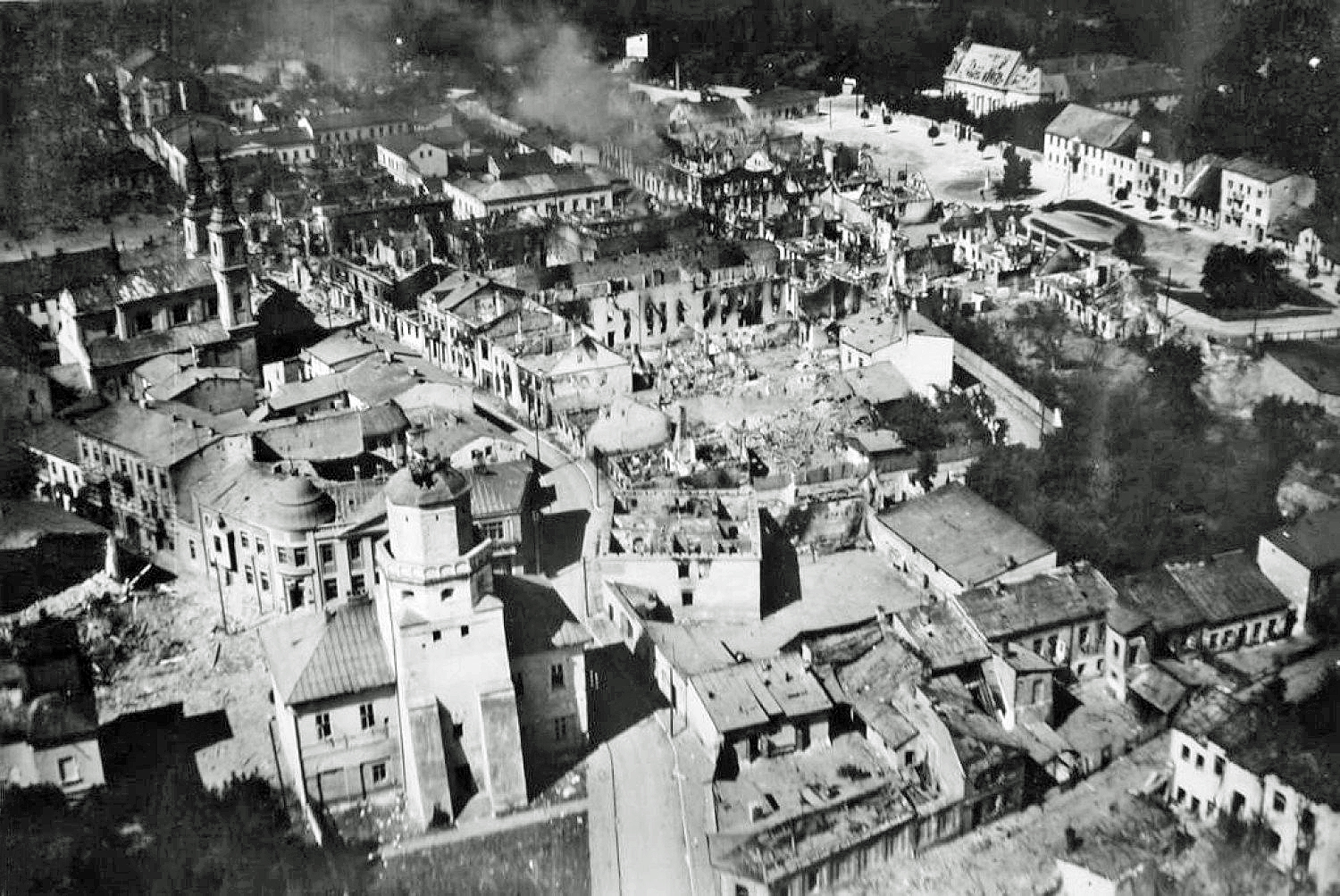
Zbombardowany 1.09.1939 Wieluń

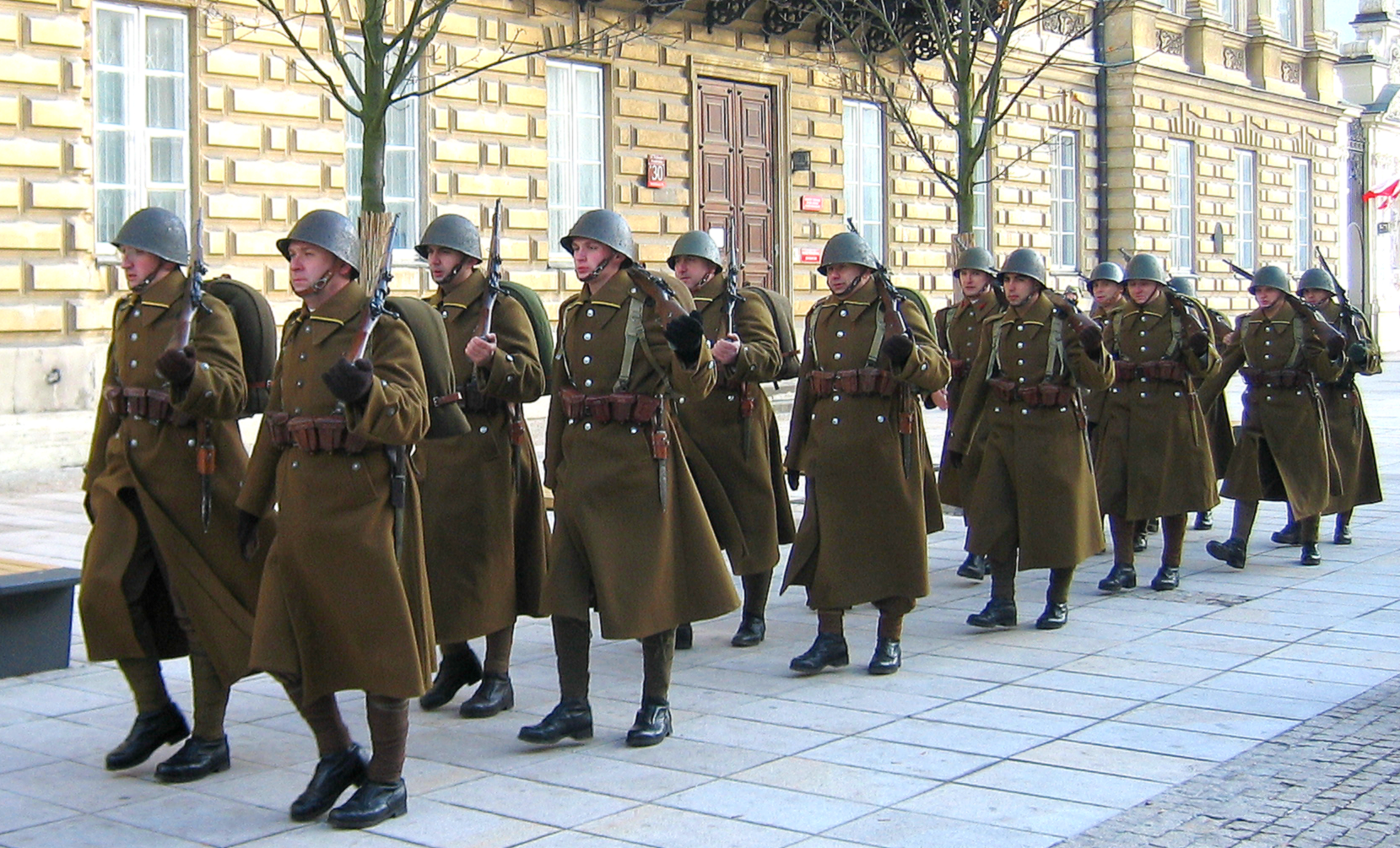
Piechota polska z 1939 (rekonstrukcja)

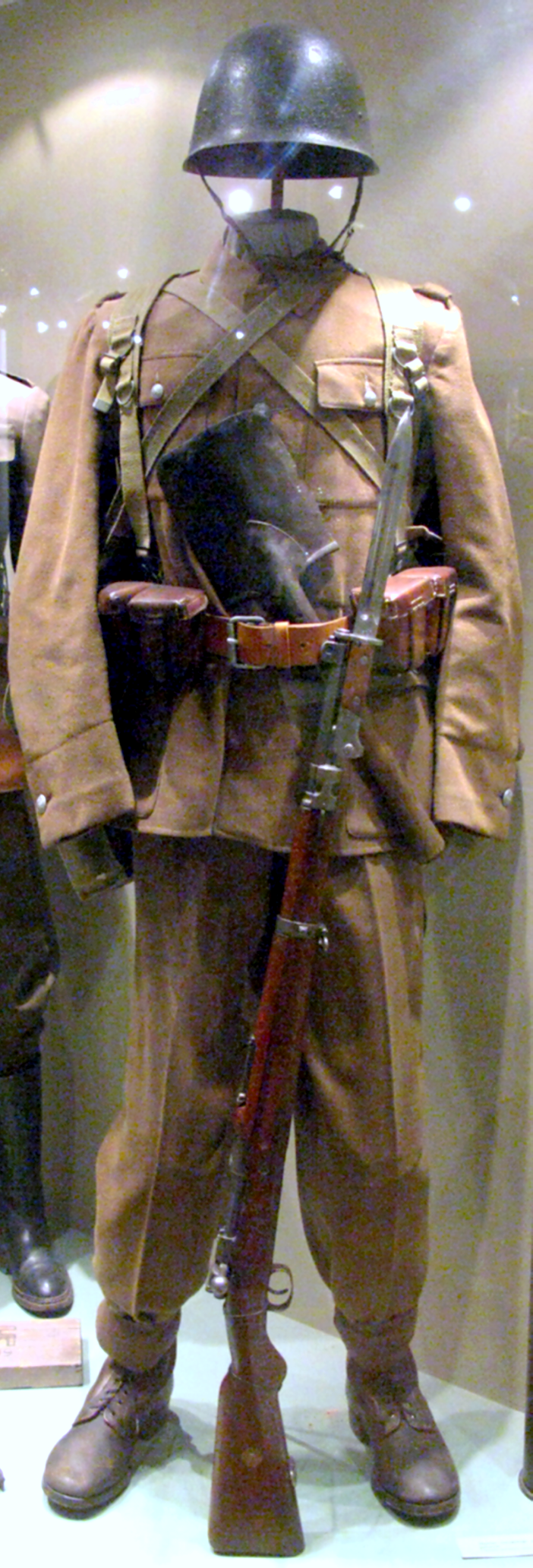
Mundur żołnierza piechoty Wojska Polskiego

Struktura organizacyjna Wojska Polskiego 1 września 1939 (do szczebla batalionu – dywizjonu włącznie zmobilizowana do 1 września).

## Kwatera Główna Naczelnego Wodza w Warszawie
Naczelne Dowództwo Lotnictwa i Obrony Przeciwlotniczej
- eskadra sztabowa, lotnisko Powsin k. Warszawy
- Brygada Pościgowa – płk pil. Stefan Pawlikowski
  - Kwatera Główna Brygady Pościgowej w m. Zielonka (w Centrum Badań Balistycznych)
  - III dywizjon myśliwski, lotnisko Zielonka
  - IV dywizjon myśliwski, lotnisko Poniatów k. Jabłonny
- Brygada Bombowa – płk obs. Władysław Heller
  - Kwatera Główna Brygady Bombowej
    - I rzut KG w m. Warszawa (przy Naczelnym Dowódcy Lotnictwa i OPL)
    - II rzut KG w m. Dęblin

  - II Dywizjon Bombowy Lekki, lotniska Wsola i Kamień k. Radomia
  - VI Dywizjon Bombowy Lekki, lotnisko Nosów k. Białej Podlaskiej
  - X Dywizjon Bombowy, lotnisko Ułęż k. Dęblina
  - XV dywizjon bombowy, lotnisko Podlodów k. Dęblina
  - 55 Samodzielna Eskadra Bombowa, lotnisko Marynin k. Radzynia Podlaskiego
- XX Dywizjon Bombowy, lotnisko Małaszewicze (w trakcie organizacji)
- 213 Eskadra Bombowa Ćwiczebna, lotnisko Małaszewicze
- 16 Eskadra Obserwacyjna, lotnisko Pęchery k. Tarczyna
- Jednostki OPL Obszaru Kraju

## Obrona Wybrzeża
Dowództwo Floty w m. Hel (z dniem 1 września dowódca Floty na terenie Obszaru Nadmorskiego uzyskał uprawnienia dowódcy armii, jako dowódca Obszaru Nadmorskiego posiadał uprawnienia dowódcy OK):
- dowódca – kontradmirał Józef Unrug
- Morska Obrona Wybrzeża
  - Dowództwo Morskiej Obrony Wybrzeża w m. Jastarnia (następnie w m. Hel) – dowódca – kmdr Stefan Frankowski[1]
  - Rejon Umocniony Hel[2][3] – kmdr Włodzimierz Steyer
    - IV batalion KOP „Hel”[4]
    - improwizowany oddział pieszy Morskiego Dywizjonu Lotniczego (dwie kompanie strzeleckie, kompania ckm)[5]
    - dywizjon artylerii nadbrzeżnej[6][7][8]
    - 2 morski dywizjon artylerii przeciwlotniczej[9]

  - ORP „Wicher”[10]
  - ORP „Gryf”[11]
  - Dywizjon Minowców[12][13][14]
  - Dywizjon Okrętów Pomocniczych[15][16][17][18]
  - Port Wojenny Hel
- Lądowa Obrona Wybrzeża
  - Dowództwo Lądowej Obrony Wybrzeża – dowódca LOW – płk Stanisław Dąbek(organizuje się na bazie Morskiej Brygady ON)[19][20][21]
  - Oddział Wydzielony „Wejherowo”
    - 1 morski pułk strzelców[22]
    - batalion ON „Kaszubski”

  - Oddział Wydzielony „Redłowo”
    - 2 morski pułk strzelców[19][23][24][25]
    - I batalion piechoty rezerwowy

  - Oddział Wydzielony „Kartuzy”
    - 4 morski batalion strzelców[19]
    - batalion ON „Gdynia II” (1 września podporządkowany dowódcy GO „Czersk”)

  - 3 morski batalion strzelców[19][26]
  - batalion ON „Gdynia III” (w trakcie organizacji)
  - II batalion piechoty rezerwowy
  - III batalion piechoty rezerwowy
  - 1 morski dywizjon artylerii przeciwlotniczej[27]
  - morski dywizjon artylerii lekkiej
  - morski dywizjon żandarmerii
  - batalion saperów
  - morska kompania reflektorów
- Dowództwo Zespołów Okrętów RP
  - Dywizjon Kontrtorpedowców (popołudniem 1 września wpłynął do portu Leith)
    - ORP „Błyskawica” (okręt flagowy)
    - ORP „Burza”
    - ORP „Grom”

  - Dywizjon Okrętów Podwodnych[28][29]
    - Dowództwo Dywizjonu Okrętów Podwodnych w m. Hel
    - ORP „Orzeł” (okręt flagowy, w m. Gdynia)
    - ORP „Sęp” w m. Hel
    - ORP „Wilk” w m. Gdynia
    - ORP „Ryś” w m. Hel
    - ORP „Żbik” w m. Hel
    - Baza Okrętów Podwodnych w m. Hel
    - Załoga Zapasowa Okrętów Podwodnych w m. Hel
- Morski Dywizjon Lotniczy w m. Puck[30][31]
- Port Wojenny Gdynia[32]
- Wojskowa Składnica Tranzytowa Westerplatte – mjr Henryk Sucharski

## Zgrupowanie dowódcy OK III „Grodno”
- dowódca – gen. bryg. Józef Olszyna-Wilczyński[33]
- szef sztabu - płk dypl. Benedykt Chłusewicz[33]
  - Obszar Warowny „Wilno”[34][35]
    - 33 batalion wartowniczy[36]
    - (3 grupa kompanii asystencyjnych)[37]

  - Grupa „Grodno”[38]
    - 31 batalion wartowniczy[39]
    - (5 plutonów artylerii pozycyjnej)[33]

## Samodzielna Grupa Operacyjna „Narew”
- Dowództwo SGO w m. Łomża[40]
  - dowódca – gen. bryg. Czesław Młot-Fijałkowski
  - szef sztabu – ppłk dypl. Stanisław Podkowiński
- 18 Dywizja Piechoty[41][42][43]
  - batalion ON „Kurpie”[44]
- 33 Dywizja Piechoty (Rezerwowa)[41][42][45][46][47]
- Podlaska Brygada Kawalerii[48]
- Suwalska Brygada Kawalerii[49][50]
- 3 pułk piechoty KOP[45][51]
- Załoga „Osowiec”  (135 pułk piechoty, II dywizjon 32 pułku artylerii lekkiej z 33 DP rez.[52], batalion km KOP „Osowiec”[53])[45]
- 53 batalion saperów[54]
- lotnictwo SGO „Narew”(51 eskadra rozpoznawcza, 151 eskadra myśliwska, 13 eskadra obserwacyjna i naziemne pododdziały obsługi)[55]

## Armia „Modlin”
- Dowództwo Armii w Modlinie, w koszarach CWSap.:
  - dowódca armii: gen. bryg. Emil Krukowicz-Przedrzymirski
  - szef sztabu: płk dypl. Stanisław Grodzki
- Dowództwo Grupy Operacyjnej Kawalerii Nr 2 – dowódca gen. bryg. Marian Przewłocki
- 8 Dywizja Piechoty[56][57]
- 20 Dywizja Piechoty[58][59]
- Mazowiecka Brygada Kawalerii[60][61][62]
- Nowogródzka Brygada Kawalerii[63][64]
- Obszar Warowny „Modlin”[65][66][67]
  - III/32 pułku piechoty
  - IV/32 pułku piechoty
  - V/32 pułku piechoty
  - VI/32 pułku piechoty
  - VII/32 pułku piechoty
- Przedmoście „Płock”[68][69][70]
  - batalion ON „Warszawski I”
  - 15 bateria artylerii konnej
- Przedmoście „Wyszogród”[68]
- Przedmoście „Zegrze”[68]
  - Dowództwo Warszawskiej Brygady Obrony Narodowej
  - batalion ON „Warszawski II”
- Przedmoście „Pułtusk”[68][71]
  - batalion ON „Warszawski III”
- Przedmoście „Różan”[68][72]
  - 115 pułk piechoty (bez III batalionu)[73]
  - 1 i 2 baterie 61 pułku artylerii lekkiej[74]
- 60 batalion saperów[75]
- lotnictwo armii (41 esk. rozpoznawcza, III/5 dywizjon myśliwski bez 151 esk. myśliwskiej, 53 esk. obserwacyjna, pododdziały obsługi naziemnej)[76][77]

## Odwodowa Grupa Operacyjna „Wyszków”
- Dowództwo GO (do 31 VIII 1939 dowództwo Korpusu Interwencyjnego, nie dotarło):
  - dowódca – gen. bryg. Wincenty Kowalski
- 1 Dywizja Piechoty Legionów (w trakcie wyładunku)
- 35 Dywizja Piechoty (rezerwowa) (w trakcie mobilizacji)
- 41 Dywizja Piechoty (rezerwowa) (w większości zmobilizowana, część w trakcie mobilizacji)
- I dywizjon 2 pułku artylerii ciężkiej (do grupy nie dotarł) oddany do dyspozycji dowódcy Armii „Pomorze”)

## Armia „Pomorze”
- Dowództwo  Armii w m. Toruń (rano 1 września przeniósł się z koszar Centrum Wyszkolenia Artylerii położonych po prawej stronie Wisły w dzielnicy Mokre do Fortu XIII Kniaziewicza, położonego po lewej stronie Wisły w dzielnicy Podgórz).
  -     - dowódca – gen. dyw. Władysław Bortnowski
    - szef sztabu – płk dypl. Ignacy Izdebski
- Grupa Operacyjna „Wschód”[78][79]
  - Dowództwo GO w m. Wąbrzeźno:
    - dowódca – gen. bryg. Mikołaj Bołtuć

  - 4 Dywizja Piechoty[80][81][82]
  - 16 Pomorska Dywizja Piechoty[83][84]
  - Oddział Wydzielony „Jabłonowo” – 208 pułk piechoty (rezerwowy) w m. Jabłonowo
    - I batalion 208 pułku piechoty (rezerwowego) – I batalion 14 pułku piechoty (do czasu zluzowania przez batalion szturmowy 16 DP „Grudziądz”, co nastąpiło z 1 na 2 września)
    - II batalion 208 pułku piechoty (rezerwowego) – batalion nadwyżek 4 DP sformowany w m. Toruń
    - III batalion 208 pułku piechoty (rezerwowego) – batalion ON „Jabłonowo”)
    - batalion szturmowy 16 DP „Grudziądz”
    - II dywizjon 4 pułku artylerii lekkiej
    - batalion ON „Brodnica”
- Grupa Osłonowa „Czersk”[85][86][87]:
  - dowódca – gen. bryg. Stanisław Grzmot-Skotnicki
  - Oddział Wydzielony „Kościerzyna”[88]
    - 84 batalion piechoty[89]
    - batalion ON „Gdynia II” (1 września zmienił podporządkowanie z OW „Kartuzy” do GO „Czersk”)
    - 3 bateria 11 dywizjonu artylerii konnej

  - Pomorska Brygada Kawalerii[90][91]
    - Dowództwo Pom. BK w m. Wiele
    - 8 pułk strzelców konnych
    - 16 pułk Ułanów Wielkopolskich
    - 11 dywizjon artylerii konnej (bez 2 i 3 baterii)
    - 81 dywizjon pancerny

  - Oddział Wydzielony (Zgrupowanie) „Chojnice”
    - Dowództwo OW (Zgrupowania) „Chojnice” –  (sformowane z dowództwa Pomorskiej Brygady ON)[92]
    - 18 pułk Ułanów Pomorskich
    - 1 batalion strzelców[93]
    - 85 batalion piechoty[93]
    - 81 batalion piechoty[93]
    - I dywizjon 9 pułku artylerii lekkiej
    - 2 bateria 11 dywizjonu artylerii konnej
- Oddział Wydzielony „Starogard” – 2 pułk Szwoleżerów Rokitniańskich[94]
- Oddział Wydzielony „Tczew” – 2 batalion strzelców[95][96]
- Oddział Wydzielony „Wisła” – 209 pułk piechoty (rezerwowy)[97]
  - 82 batalion piechoty[98]
  - II batalion 65 pułku piechoty
  - 48 dywizjon artylerii lekkiej
  - Kompania ON „Tczew”
- 27 Dywizja Piechoty[99][100][101](rano 1 września w marszu trzema kolumnami w rejon Chełmno-Chełmża)
- 9 Dywizja Piechoty[102][103][104][105][106][107]
- 15 Wielkopolska Dywizja Piechoty[108][109][110][111][112]
  - Dowództwo 15 DP
- Oddział Wydzielony „Toruń”
  - Dowództwo OW „Toruń” – sformowane z dowództwa Chełmińskiej Brygady ON
  - batalion Przysposobienia Wojskowego „Toruń”
  - I dywizjon 2 pułku artylerii ciężkiej[113](przeznaczony dla GO „Wyszków”, po zmobilizowaniu w składzie Korpusu Interwencyjnego, w nocy z 31.VIII na 1 września w marszu z m. Gniewkowo do m. Toruń-Rudak, oddany do dyspozycji dowódcy Armii „Pomorze”)
  - 68 dywizjon artylerii lekkiej
- Oddział Wydzielony Rzeki Wisły (OW „Wisła”)[114][115]
- 48 batalion saperów[113]
- lotnictwo armii (42 esk. rozpoznawcza., III/4 dywizjon myśliwski, 43 i 46 esk. obserwacyjne, 7 i 8 plutony samolotów łącznikowych, 1 kompania balonów obserwacyjnych, pododdziały obsługi naziemnej)[114][116][117][118]

## Armia „Poznań”
- Dowództwo Armii[119][120] w m. Gniezno
- dowódca – gen. dyw. Tadeusz Kutrzeba
- szef sztabu – płk dypl. Stanisław Lityński
- 14 Wielkopolska Dywizja Piechoty[121][122][123][124][125]
- 17 Wielkopolska Dywizja Piechoty[126][127][128][129]
- 25 Dywizja Piechoty[130][131][132][133]
- 26 Dywizja Piechoty[134][135][136][137]
- Wielkopolska Brygada Kawalerii[138][139][140][141]
- Podolska Brygada Kawalerii (w trakcie wyładunku we Wrześni i Nekli)[142][143][144][145]
- Poznańska Brygada Obrony Narodowej[146][147]
- Kaliska Brygada Obrony Narodowej[146][148]
- Grupa Operacyjna Koło (tylko dowództwo)
- dowódca - gen. bryg. Edmund Knoll-Kownacki
- 7 pułk artylerii ciężkiej[143]
- 47 batalion saperów[149]
- 5 batalion karabinów maszynowych i broni towarzyszącej[128]
- lotnictwo armii (34 esk. rozpoznawcza, III/3 dywizjon myśliwski, 33 i 36 eskadry obserwacyjne, 11 pluton samolotów łącznikowych, 4 kompania balonów obserwacyjnych, pododdziały obsługi naziemnej)[150]

## Grupa Odwodów „Kutno”
Planowana nigdy nie powstała.

## Armia „Łódź”
- dowództwo  Armii w m. Łódź, ul. Zgierska 133 (w pałacu Heinzla w parku Julianowskim)
  - dowódca – gen. dyw. Juliusz Rómmel
  - szef sztabu – płk. dypl. Aleksander Pragłowski
- 10 Dywizja Piechoty
  - Oddział Wydzielony Nr 1
    - 28 pułk Strzelców Kaniowskich
    - I dywizjon 10 pułku artylerii lekkiej (bez 3 baterii)
    - batalion ON „Ostrzeszów”
    - batalion ON „Kępno”

  - Oddział Wydzielony Nr 2
    - Dowództwo OW nr 2 – z  dowództwa Sieradzkiej Brygady ON
    - 1 pułk kawalerii KOP (5 i 6 szwadron w Oddziale Wydzielonym Nr 1)
    - batalion ON „Wieluń I”
    - batalion ON „Wieluń II”
    - II dywizjon 10 pułku artylerii lekkiej (bez 4 baterii)

  - 4 batalion strzelców z Kresowej BK
  - 30 pułk Strzelców Kaniowskich
  - 31 pułk Strzelców Kaniowskich
- 28 Dywizja Piechoty
- Grupa Operacyjna „Piotrków”
  - Dowództwo w m. Piotrków:
    - dowódca – gen. bryg. Wiktor Thommée

  - 30 Poleska Dywizja Piechoty
  - Wołyńska Brygada Kawalerii
    - IV batalion 84 pułku Strzelców Poleskich

  - Oddział Wydzielony „Borowa Góra”
    - II dywizjon 4 pułku artylerii ciężkiej (155 mm haubice wz. 1917)
    - 7 batalion karabinów maszynowych i broni towarzyszącej
- 2 Dywizja Piechoty Legionów (rano 1 września w rej. Czestków – Petronelów – Zelów – Brodnica, w odwodzie armii)
- Kresowa Brygada Kawalerii[151] (w trakcie wyładunku w rej. m. Szadek)[152]
- Dowództwo 4 pułku artylerii ciężkiej w trakcie mobilizacji
  - I dywizjon 4 pac (105 mm armaty wz. 1929) w trakcie mobilizacji
- 3 batalion karabinów maszynowych i broni towarzyszącej
- 2 batalion czołgów lekkich (przeznaczony dla Armii Odwodowej „Prusy”, rano 1 września wyładował się na stacji Bednary)
- 50 batalion saperów
- lotnictwo armii (32 eskadra rozpoznawcza, III/6 dywizjon myśliwski, 63 i 66 eskadry obserwacyjne, 10 pluton samolotów łącznikowych, pododdziały obsługi naziemnej)[153][154][155][156]

## Armia „Kraków”
dowództwo armii: Kraków - 1 września przeniosło się z koszar im. Jana Sobieskiego przy ul. Warszawskiej do kompleksu szkół na zachodnim skraju miasta)
- dowódca – gen. bryg. Antoni Szylling
- szef sztabu - płk dypl. Stanisław Wiloch[157]

- 7 Dywizja Piechoty
  - KG 7 DP w Częstochowie
  - batalion ON „Kłobuck”
- Krakowska Brygada Kawalerii
  - KG Krakowskiej BK w m. Koziegłowy
  - batalion ON „Lubliniec”
- Grupa Operacyjna „Śląsk”
- Dowództwo w Katowicach (od południa 1 września w Mysłowicach):
  - dowódca – gen. bryg. Jan Jagmin-Sadowski
  - 23 Górnośląska Dywizja Piechoty
  - 55 Dywizja Piechoty (rezerwowa)
  - Grupa Forteczna Obszaru Warownego „Śląsk”
    - batalion km typ spec. nr I
    - batalion km typ spec nr II
    - batalion km typ spec nr III
    - 6 samodzielna kompania km typ spec 11 pp
    - batalion km „Mikołów”
    - IV dywizjon 23 pułku artylerii lekkiej

  - 95 dywizjon artylerii ciężkiej
  - 64 dywizjon artylerii lekkiej
  - 1 dywizjon artylerii przeciwlotniczej
- Grupa Operacyjna „Bielsko”
- dowództwo w Bielsku:
  - dowódca – gen. bryg. Mieczysław Boruta-Spiechowicz
- 21 Dywizja Piechoty Górskiej
- 1 Brygada Strzelców Górskich
  - dowództwo w m. Sucha
  - 1 pułk strzelców górskich (pułk KOP „Snów”) w m. Chabówka
    - I batalion (batalion KOP „Snów I”)
    - II batalion (batalion KOP „Snów II”)
    - batalion ON „Zakopane”
    - bateria artylerii górskiej nr 152

  - 2 pułk strzelców górskich (pułk KOP „Wołożyn”) w m. Żywiec
    - I batalion (batalion KOP „Berezwecz”)
      - kompania forteczna „Węgierska Górka”
      - III dywizjon 65 pułku artylerii lekkiej (bez 7 baterii)
      - bateria artylerii górskiej nr 151
      - pluton artylerii pozycyjnej nr 55

    - II batalion (batalion KOP „Wilejka”)
      - kompania forteczna „Jeleśnia”
      - pluton forteczny „Krzyżowa”
      - 7 bateria 65 pułku artylerii lekkiej

    - batalion ON „Żywiec”
    - III batalion (batalion KOP „Wołożyn”) (odwód dowódcy brygady)
- 6 Dywizja Piechoty
  - dowództwo w m. Zator
- 10 Brygada Kawalerii[158]
  - dowództwo w m. Wola Justowska
- 4 batalion karabinów maszynowych i broni towarzyszącej (w trakcie wyładowania)
- Obszar Warowny „Kraków”
  - 4 batalion forteczny
- lotnictwo armii (24 eskadra rozpoznawcza, III/2 dywizjon myśliwski, 23 i 26 eskadry obserwacyjne, pododdziały obsługi naziemnej)[159]

## Armia „Karpaty”
- dowództwo armii w m. Rzeszów

- dowódca – gen. bryg. Kazimierz Fabrycy

- Grupa Operacyjna „Jasło”
  - dowództwo w m. Jasło

- dowódca - gen bryg. Kazimierz Orlik-Łukoski[160]
  - 2 Brygada Strzelców Górskich
    - Kwatera Główna 2 Bryg. Strz. Gór. w m. Nowy Sącz
    - 1 pułk Strzelców Podhalańskich
    - batalion KOP „Żytyń”
    - batalion ON „Limanowa”
    - batalion ON „Nowy Sącz”
    - batalion ON „Gorlice”

  - 3 Brygada Strzelców Górskich
    - Kwatera Główna 3 Bryg. Strz. Gór. w m. Krosno
    - 2 pułk piechoty KOP „Karpaty”
    - batalion ON „Jasło”
    - batalion ON „Krosno”
    - batalion ON „Brzozów”
    - batalion ON „Jarosław”
    - batalion ON „Sanok”
    - batalion ON „Rzeszów”
    - batalion ON „Przemyśl”

  - batalion ON „Sambor” (odwód dowódcy grupy)
- Odcinek „Węgry”
  - Kwatera Główna Odcinka w m. Lwów (kwaterę tworzyło DOK Nr VI)
  - 1 pułk piechoty KOP „Karpaty”
  - Dowództwo 216 pułku piechoty (rezerwowego)
  - batalion ON „Turka”
  - batalion ON „Stryj”
  - batalion ON „Stanisławów”
  - batalion ON „Huculski I”
  - batalion ON „Huculski II”
- 11 Karpacka Dywizja Piechoty (w trakcie mobilizacji)[161]
- lotnictwo armii (31 eskadra rozpoznawcza, 56 eskadra obserwacyjna, pododdziały obsługi naziemnej)[162]

## Odwód Południowy (Grupa Odwodów „Tarnów”)
Planowana nie powstała
- Kwatera Główna (nie przewidziano)
- 22 Dywizja Piechoty Górskiej (w transporcie, 1 września podporządkowana dowódcy Armii „Kraków”)
- 38 Dywizja Piechoty (rezerwowa) (w trakcie mobilizacji)

## Armia „Prusy” (Armia odwodowa, Armia „Warszawa”)
- dowództwo armii w Rembertowie:
  - dowódca – gen. dyw. Stefan Dąb-Biernacki
- Grupa Operacyjna gen. bryg. Jana Kruszewskiego (dyspozycyjne dowództwo mobilizowane w Warszawie przez Dowództwo KOP)
- Grupa Operacyjna Kawalerii Nr 1 
  - dowódca – gen. bryg. Rudolf Dreszer
  - 19 Dywizja Piechoty
  - Wileńska Brygada Kawalerii
- Grupa Operacyjna Skwarczyński (Zgrupowanie Południowe Armii Prusy)
  - dowódca – gen. bryg. Stanisław Skwarczyński
  - 3 Dywizja Piechoty Legionów
  - 12 Dywizja Piechoty (w trakcie załadunku w Tarnopolu)[163]
  - 36 Dywizja Piechoty (rezerwowa) (w trakcie mobilizacji)
- 13 Dywizja Piechoty
- 29 Dywizja Piechoty
- 1 batalion czołgów lekkich
- 2 batalion czołgów lekkich (rano 1 września wyładował się na stacji Bednary, decyzją gen. Juliusza Rómmla włączony w skład Armii „Łódź”)
- 81 batalion saperów

## Korpus Ochrony Pogranicza
- KG KOP w Warszawie
  - dowódca – gen. bryg. Wilhelm Orlik-Rückemann
- dywizjon żandarmerii KOP w Warszawie
- pułk KOP „Wilno” w m. Wilno
  - batalion KOP „Orany” w m. Orany
  - batalion KOP „Troki” w m. Troki
  - batalion KOP „Niemenczyn” w m. Niemenczyn
  - batalion KOP „Nowe Święciany” w m. Nowe Święciany
- pułk KOP „Głębokie” w m. Głębokie
  - batalion KOP „Łużki” w m. Łużki
  - batalion KOP „Podświle” w m. Podświle
  - Dziśnieńska Półbrygada Obrony Narodowej w m. Dzisna
  - batalion ON „Postawy” w m. Postawy
  - batalion ON „Brasław” w m. Brasław
- pułk KOP „Wilejka” w m. Wilejka
  - batalion KOP „Budsław” w m. Budsław
  - batalion KOP „Krasne” w m. Krasne nad Uszą
  - batalion KOP „Iwieniec” w m. Iwieniec
  - szwadron kawalerii „Iwieniec” w m. Iwieniec
  - szwadron kawalerii „Krasne” w m. Krasne
- pułk KOP „Snów” w m. Baranowicze
  - batalion KOP „Stołpce” w m. Stołpce
  - batalion KOP „Kleck” w m. Kleck
- Brygada KOP „Polesie”
  - KG Brygady KOP „Polesie” w m. Łachwa
  - batalion KOP „Ludwikowo”
  - batalion KOP „Sienkiewicze”
  - batalion KOP „Dawidgródek” w m. Dawidgródek
- pułk KOP „Sarny” w m. Sarny
  - batalion KOP „Rokitno” w m. Rokitno
  - batalion KOP „Bereźne” w m. Bereźne
  - szwadron kawalerii KOP „Bystrzyce” w m. Bystrzyce
  - batalion karabinów maszynowych specjalny „Sarny” w m. Sarny
  - batalion karabinów maszynowych specjalny „Małyńsk” w m. Małyńsk
- pułk KOP „Zdołbunów” w m. Zdołbunów
  - batalion KOP „Hoszcza” w m. Hoszcza
  - batalion KOP „Ostróg” w m. Ostróg
  - batalion KOP „Dederkały” w m. Dederkały
  - dywizjon kawalerii „Niewirków” w m. Niewirków
  - szwadron kawalerii „Dederkały” w m. Dederkały
- pułk KOP „Czortków” w m. Czortków
  - batalion KOP „Skałat” w m. Skałat
  - batalion KOP „Kopyczyńce” w m. Kopyczyńce
  - batalion KOP „Borszczów” w m. Borszczów

## Ministerstwo Spraw Wojskowych
- Kwatera Główna MSWojsk. w Warszawie
  - minister spraw wojskowych – gen. bryg. Tadeusz Kasprzycki
- Dowództwa Okręgów Korpusów Nr I – X jako dowództwa etapów armii lub dowództwa odcinków obszaru krajowego (tyłowego).
- Warszawska Brygada Pancerno-Motorowa (w trakcie organizacji)[164][165]
- Kierownictwo Marynarki Wojennej w Warszawie
  - Flotylla Pińska – d-ca komandor Witold Zajączkowski[166]

## Generalny Inspektorat Sił Zbrojnych w Warszawie
- Generalny Inspektor – marsz. Edward Śmigły-Rydz
- Inspektorat Armii „Baranowicze” (od 4 września Dowództwo Armii „Lublin”)
- Inspektorat Armii „Polesie” w Warszawie
- Inspektorat Armii „Lida” w Warszawie (od 3 września Misja Wojskowa w Londynie)
- Inspektorat Armii „Wołyń” w Warszawie (od 3 września Misja Wojskowa w Paryżu)
- Wojskowe Biuro Historyczne w Warszawie
- Biuro Kapituły Orderu Virtuti Militari w Warszawie